# Turma do Balão Mágico
Turma do Balão Mágico è stato un gruppo musicale infantile brasiliano attivo dal 1982 al 1986. Ne fecero parte quattro maschi e quattro femmine.

## Storia
La formazione lanciò cinque fortunatissimi album, grazie soprattutto a trasmissioni televisive di Rede Globo, nelle quali i membri furono ospiti o anche protagonisti, come Balão Mágico. Le loro canzoni più note sono Amigos do Peito, Superfantástico , Ursinho Pimpão, Baile dos Passarinhos, É Tão Lindo, Se Enamora, Tia Josefina, Barato Bom é da Barata e Tic-Tac.
Tra i componenti del gruppo c'erano Michael Biggs, figlio di Ronnie (all'epoca egli si faceva chiamare semplicemente Mike),  e una coppia di fratelli, Jair Oliveira (noto anche come Jairzinho) e Luciana Mello, che avevano iniziato la carriera accanto al padre, il cantante Jair Rodrigues.
La Turma si sciolse nel 1986, ma già l'anno precedente era uscito Tob, il bambino più grande, per il mutamento della voce.
Nel 2018 tre ex membri - Michael Biggs, Tob e Simony - si accordarono per una parziale e brevissima reunion apparendo insieme in show televisivi ed eventi pubblici.

## Formazione
- Michael Biggs (1983-86)
- Tob (1983-85)
- Jair Oliveira (1984-86)
- Ricardinho (1985-86)
- Simony (1983-86)
- Ticiane Pinheiro (1986)
- Luciana Benelli (1983-86)
- Luciana Mello (1986)